# Pasta brisé

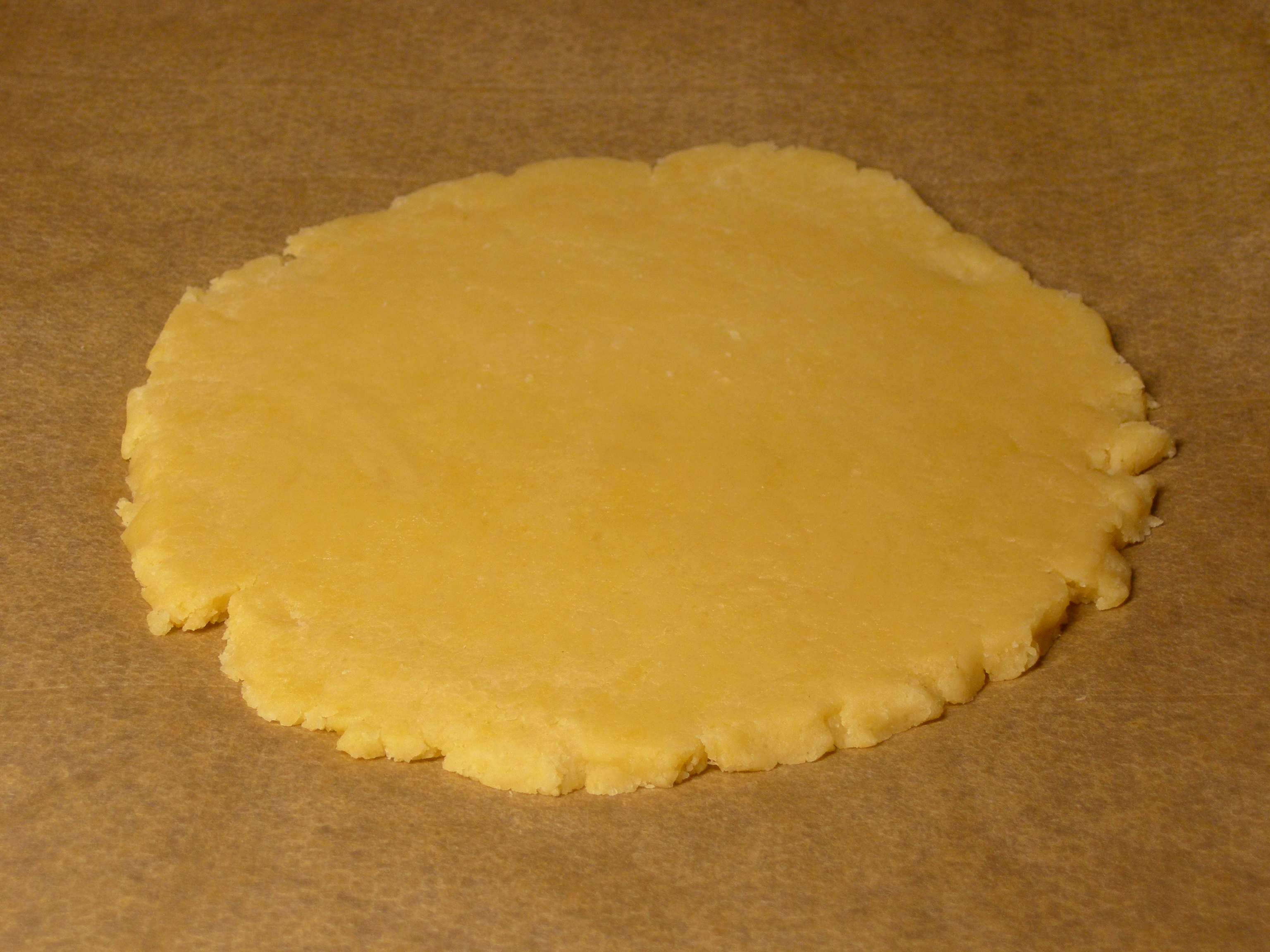
Pasta brisé cruda

La pasta brisé (pronuncia francese [bʁiˈze]) o pasta brisée è una delle paste base della cucina classica francese.

## Descrizione
Ha un gusto neutro, tuttavia è possibile aggiungervi sale così da poterla utilizzare come base per torte salate, o darle un gusto dolce aggiungendo zucchero o darle alcuni aromi specifici, per esempio aggiungendo cacao amaro. È molto friabile e assume un colore giallo meno intenso della pasta frolla, dal momento che non contiene uova.
Si chiama brisé, cioè "spezzata", perché si impasta prima la materia grassa (burro) con la farina nella quantità sufficiente a ottenere un impasto di pezzettini staccati l'uno dall'altro; poi si aggiunge la quantità di acqua ben fredda (a cucchiaiate, una alla volta) necessaria per ottenere una pasta omogenea.
Per donare un colore dorato alla pasta bisogna spalmarne la superficie con del tuorlo d'uovo sbattuto prima di farla cuocere in forno.
Per le varianti dolce e salata aggiungere due cucchiaini di zucchero o di sale prima di aggiungere l'acqua fredda.

## Utilizzi
I suoi utilizzi in cucina sono molteplici:
- base per torte salate o quiche;
- base per tartellette per antipasti;
- base per torte alla frutta o alle creme.